# جزیره دکتر آگر
جزیرهٔ دکتر آگر (به انگلیسی: The Island of Doctor Agor) یک فیلم کوتاه پویانمایی به کارگردانی و نویسندگی تیم برتون است که در سال ۱۹۷۱ ساخته شده‌است. برتون این فیلم را در سن ۱۳ سالگی ساخته‌است. این فیلم کوتاه که از اولین ساخته‌های برتون به شمار می‌رود، از داستانی به نام جزیرهٔ دکتر موریو، نوشتهٔ اچ. جی. ولز اقتباس شده‌است. در این فیلم برتون نقش دکتر آگر را ایفا کرده‌است و دوستان و همکلاسی‌هایش هم با او همکاری کردند. فیلمبرداری این فیلم با دوربین ۸ میلیمتری و در قفس حیوانات باغ وحش لس آنجلس و ساحل ملیبو، کالیفرنیا انجام شده‌است.